# 浪路はるかに
「浪路はるかに」（なみじはるかに、Sail Along, Silv'ry Moon）は、ハリー・トバイアスとパーシー・ウェンリッチが1937年に書き、ビング・クロスビーが歌った楽曲。

## ビング・クロスビー
ビング・クロスビーが歌ったこの曲のオリジナルは、1937年のアメリカ合衆国のポップ・チャートで4位まで上昇した.。その他の国々では、カナダ、ドイツ、ノルウェーでチャートの首位に立った。

## ビリー・ヴォーン
ビリー・ヴォーンは、1957年にこの曲のインストゥルメンタル・バージョンをリリースし、合衆国のポップ・チャートで5位、ドイツやカナダのチャートで首位となった。翌年にはノルウェーで首位、オーストラリアで4位に達した。1958年の『ビルボード』誌の年間トップ50シングル (Billboard's Year-End top 50 singles of 1958) では、6位にランクされた。
この曲は、ヴォーンにとって最大のヒット曲となった。

## その他のバージョン
- ジェリー・ブレイン（英語版）と彼のスティーン・ライン・リズム (Jerry Blaine and His Stream Line Rhythm) は、この曲を1938年にシングルとしてリリースしたが、チャートには入らなかった[6]。
- リチャード・ヒンバー（英語版）と彼のセヴン・スタイリスツ (Richard Himber and His Seven Stylists) は、1938年のシングル「There's a Gold Mine in the Sky」のB面にこの曲を収録した[7]。
- ジーン・オートリーは、1946年のシングル「There's a Gold Mine in the Sky」のB面にこの曲を収録した[8]
- カレン・チャンドラー（英語版）と彼女のジャックス (Karen Chandler and Her Jacks) は、この曲を1958年にシングルとしてリリースしたが、チャートには入らなかった[9]。
- アンディ・ウィリアムスは、1959年のアルバム『Two Time Winners』にこの曲を収録した[10]。
- シル・オースチンは、1961年のアルバム『Golden Saxophone Hits』にこの曲を収録した[11]。
- スリム・ホイットマン（英語版）は、1961年のアルバム『Just Call Me Lonesome』にこの曲を収録した[12]。
- フランキー・カール（英語版）と彼のピアノとオーケストラ (Frankie Carle, His Piano and Orchestra) は、この曲を「East of the Sun (and West of the Moon)」とのメドレーにして、1962年のアルバム『Honky-Tonk Hits By The Dozen』にこの曲を収録した[13]。
- ジミー・C・ニューマン（英語版）は、1962年のアルバム『Jimmy Newman』にこの曲を収録した[14]。
- マーティン・デニーは、1964年のアルバム『Hawaii Tattoo』にこの曲を収録した[15]。
- ビリー・メイ（英語版）と彼のオーケストラ (Billy May and His Orchestra) は、1972年のアルバム『As You Remember Them: Great Instrumentals: Volume 2』にこの曲を収録した[16]。
- チェット・アトキンスは、ダニー・デイヴィスと彼のナッシュビル・ブラス（英語版）をフィーチャーした1976年のアルバム『The Best of Chet Atkins & Friends』にこの曲を収録した[17]。
- エース・キャノン（英語版）は、1980年のアルバム『Golden Classics』にこの曲を収録した[18]
- アンドレ・リュウとヨハン・シュトラウス・オーケストラ（英語版）は、アルバム『Romantic Moments II』にこの曲を収録した[19]。
- 寺内タケシとブルージーンズは1983年のカセットアルバム『エレキ ギター オーケストラ』にこの曲を収録した[20]。

## 日本でのカヴァー
1958年8月に伊東ゆかりが日本語の歌詞によりカヴァーしている（シングル「陽の輝く日」のB面収録）。
- 日本語詞：音羽たかし／編曲：伊藤素道
- 7インチシングル盤：規格品番 EA-51
- 演奏：伊藤素道とリリオ・リズム・エアーズ